# 鞍馬山越橘
鞍馬山越橘（学名：Vaccinium kengii）为杜鵑花科越橘屬下的一个种。

## 扩展阅读
- 維基物種上的相關：鞍馬山越橘